# Соус

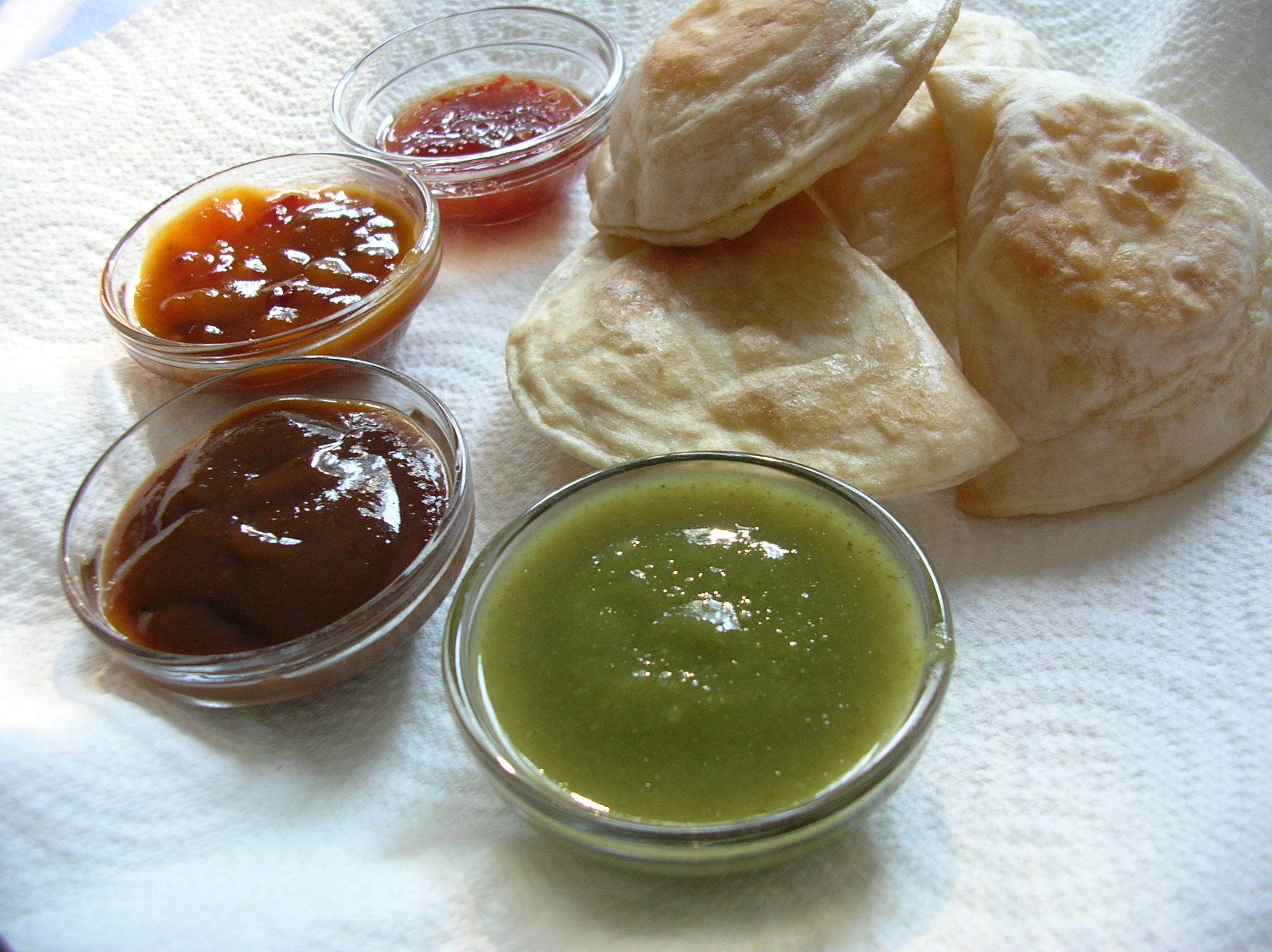
Четыре различных соуса

Соусы можно уподобить последнему мазку кисти, завершающему картину, или последнему ухищрению, довершающему туалет хорошенькой женщины.
Со́ус (от фр. sauce) — жидкая приправа к основному блюду и/или гарниру. Соусы придают более сочную консистенцию блюдам и повышают их калорийность. Многие соусы содержат специи и вкусовые вещества, которые действуют возбуждающе на органы пищеварения; яркая окраска соусов выгодно оттеняет цвета основных продуктов блюда.

Жан Жорж Вибер. «Превосходный соус» (1899)

Подливы могут быть и к сладким блюдам, к примеру сметана, или полужидкий кисель к сырникам, оладьям.

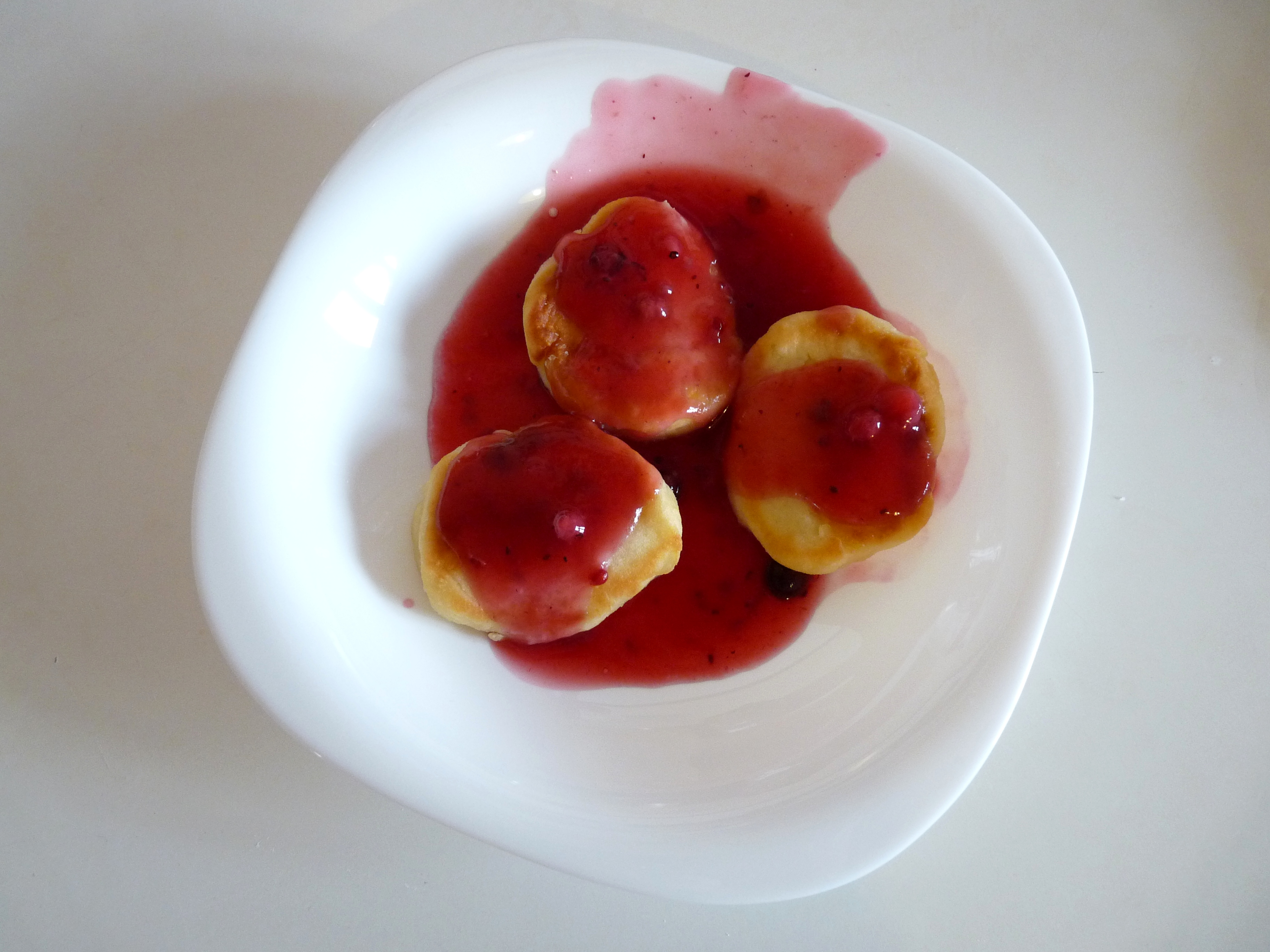
Сырники с подливкой из полужидкого фруктово-ягодного сладкого киселя

Соусы не только подают к готовым блюдам, но и используют в процессе их приготовления: многие продукты жарят в соусе или запекают под соусом.
Специализированный сосуд для хранения соусов называется соусник.
Широко распространённые соусы: кетчуп, майонез, соевый соус, бешамель, ткемали, сацебели, сальса, рыбный соус, чесночный соус, грибной соус, тартар, тысяча островов.
Собственно слово соус восходит к лат. salsus — «посоленый» (ср. «сальса»). К эпохе античного Рима относится и один из первых общеизвестных соусов — гарум.
Специально приготовленные подливки к жаркому упоминаются в русских письменных памятниках с XVI—XVII веков как «взвар», например, в «Росписи русским кушаньям». Слово «соус» пришло в русский язык из французского и поначалу означало не столько подливку, а скорее полноценное блюдо с подливкой. Например, в книге Е. А. Авдеевой «Ручная книга русской опытной хозяйки» 1841 года в главе «Соусы» приводятся рецепты соуса из котлет, из гороха, из картофеля, из фасоли, кислой шинкованной капусты. По настоящее время блюдо из тушёного мяса с картофелем называют мясным соусом.
Горячие мясные и рыбные блюда, приготовленные с соусом, для сохранения температуры в ресторанах принято подавать на стол под крышкой, в баранчиках.

## Классификация соусов
Каждый соус состоит из жидкой основы и дополнительной части, в которую входят различные продукты, пряности и приправы. 
Соус, приготовленный на определённой жидкой основе и содержащий в дополнительной части минимальное количество продуктов, называется основным; 
соусы, приготовленные на базе основного с добавлением различных продуктов, называются производными.
По характеру дополнительной части все соусы разделяют на две основные группы: приготовленные с мукой и без муки. 
Соусы с мукой по цвету могут быть красными (от коричневого до коричневато-красного) и белыми (от белого до слегка серого).

### По жидкой основе
| с мукой | без муки (только белые)                                                              |
| --- | ------------------------------------------------------------------------------------ |

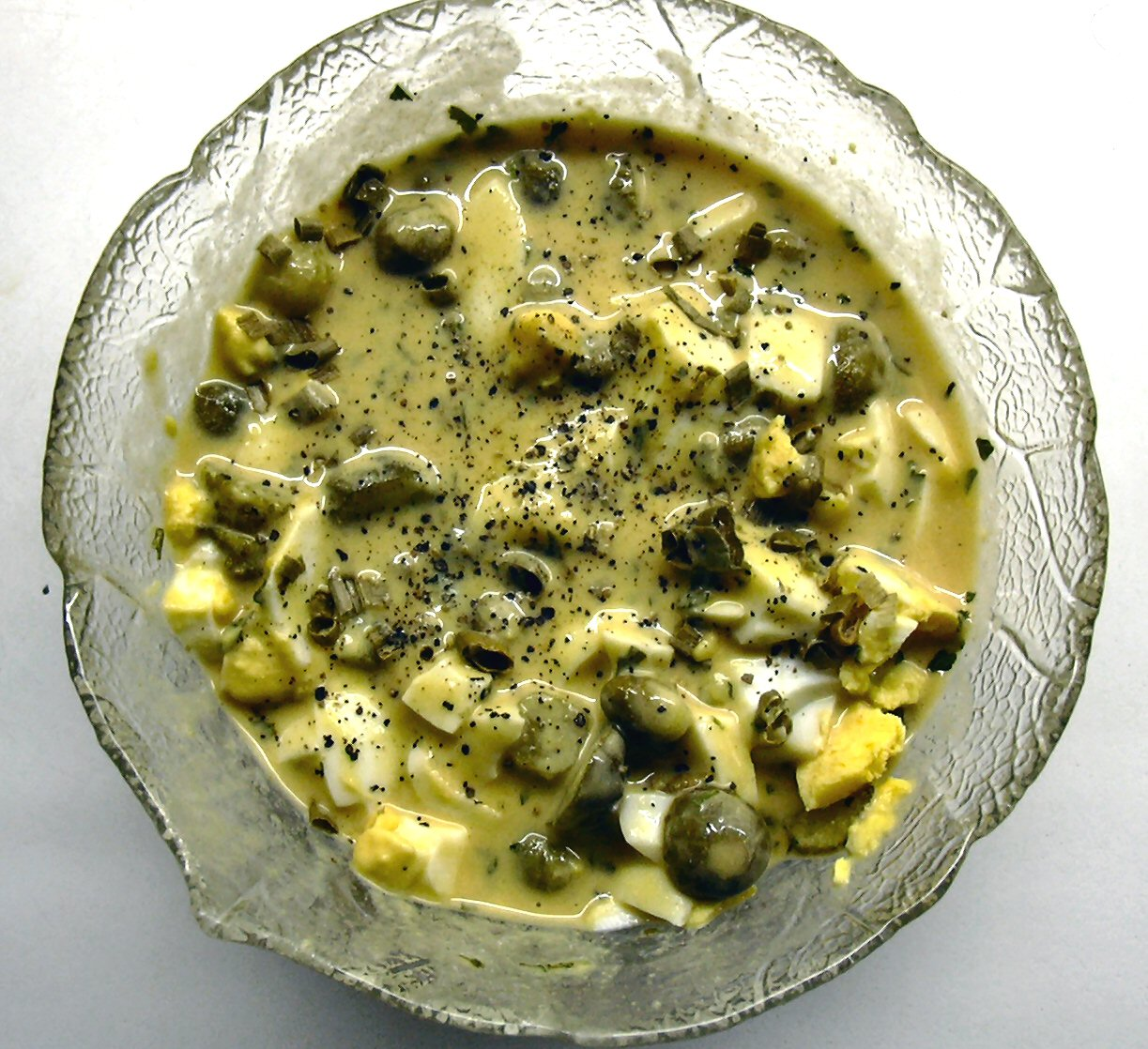
Белый соус грибиш на растительном масле

| - на бульонах (красные и белые): - на мясном бульоне (красные и белые) - на рыбном бульоне (красные и белые) - на грибном бульоне (красные и белые) - в диетическом питании: - на воде - на овощных отварах - на крупяных отварах - сметанные (белые) - молочные (белые) | - на сливочном масле - на растительном масле - яично-масляные - на уксусе - томатные |

### По температурному режиму
В зависимости от температуры, при которой их используют:
- горячие — подаются к горячим блюдам;
- холодные — подаются как к холодным блюдам, так и к горячим блюдам.

### По назначению

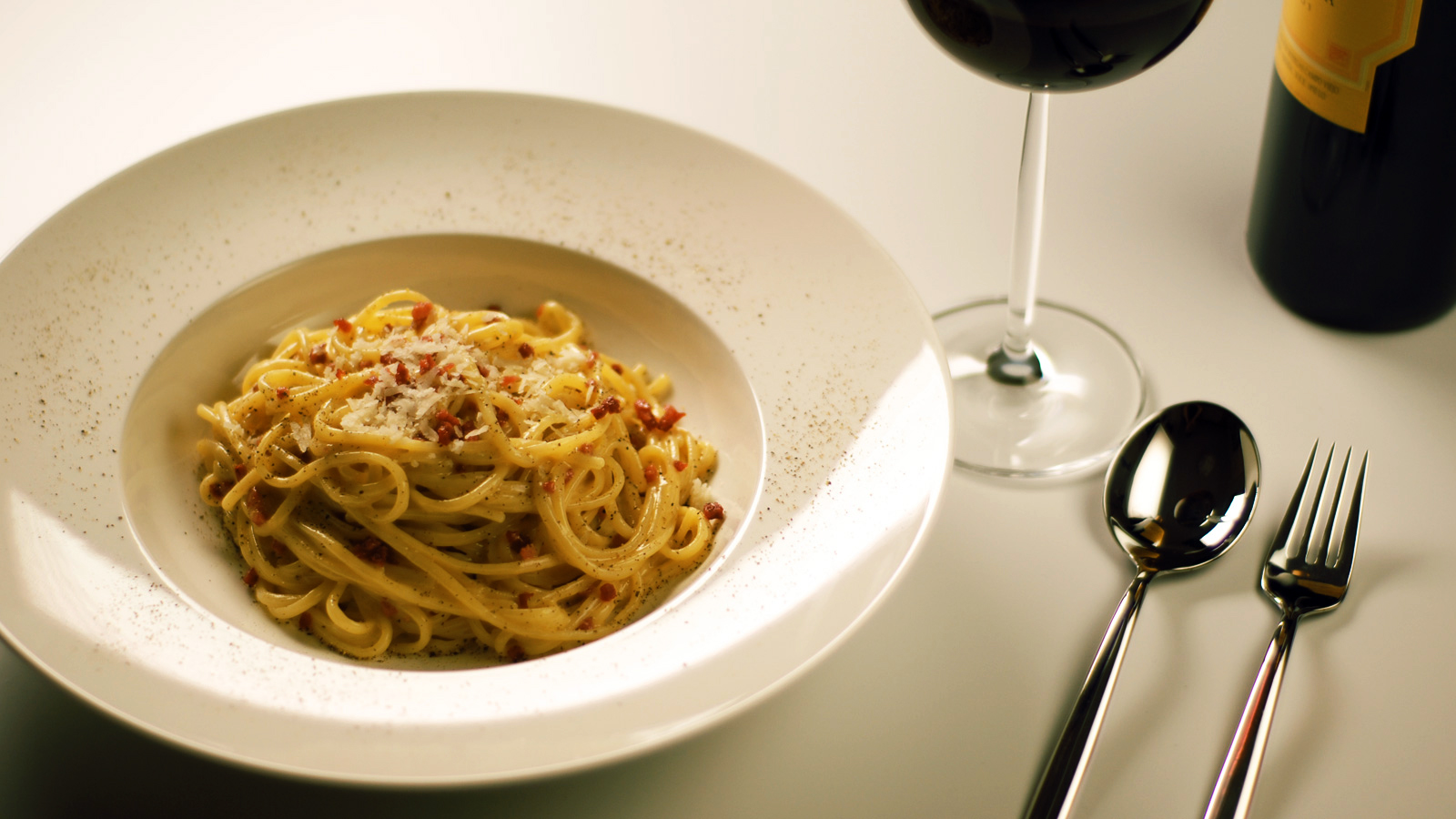
Спагетти с соусом карбонара

Подаются к:
- мясу
- рыбе
- птице
- макаронам
- овощам
- крупяным блюдам
- сладким блюдам
- салатам (заправки)

### По консистенции

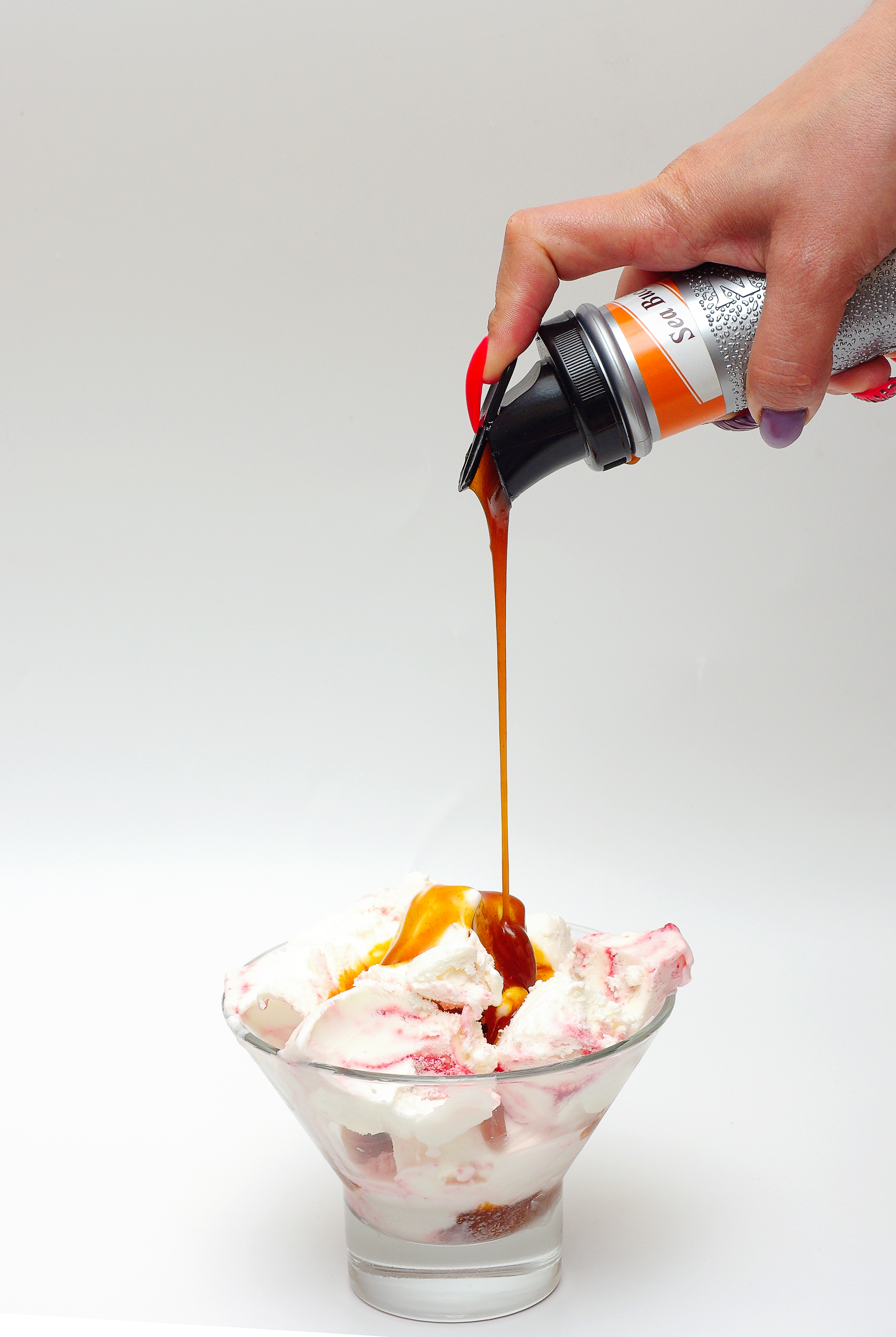
Фруктовое пюре

- Фруктовое пюрежидкие (консистенции жидкой сметаны) — для поливки и тушения блюд;
- средней густоты (консистенции густой сметаны) — для запекания и добавления в овощные блюда;
- густые (консистенции вязкой манной каши) — для фарширования и добавления в некоторые блюда.

### Сладкие соусы
Отдельную группу составляют сладкие соусы, которые готовят из разнообразных фруктово-ягодных отваров, соков, молока, красного вина. В качестве дополнительной части служат сахар, ванилин, шоколад, какао. В качестве загустителя в этих соусах используется картофельный крахмал, в некоторых — мука.
Соусы могут различаться также и по другим характеристикам.

## Основные соусы

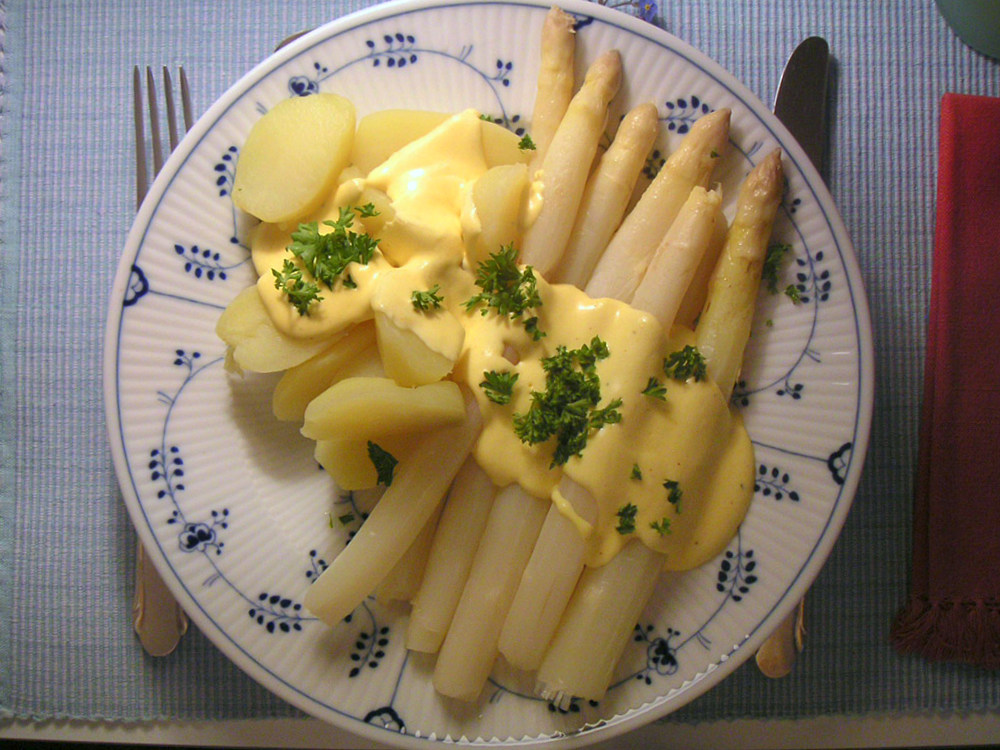
Отварные картофель и спаржа под голландским соусом

«Основные соусы» готовят по определённой технологии на определённой жидкой основе с минимальным количеством продуктов в дополнительной части. Концепт базовых соусов был разработан в XIX веке французскими поварами Мари-Антуаном Каремом и, позже, Огюстом Эскофье и до сих пор является стандартным в международной гастрономии.
К основным французским соусам относятся:
- эспаньоль (основной коричневый соус), готовится из красной ру и крепкого мясного бульона;
- велюте (основной белый соус), готовится на основе золотистой ру и светлого куриного/телячьего или рыбного бульона;
- бешамель (основной молочный соус), готовится на основе белой ру и молока;
- голландский соус, приготовленная на водяной бане эмульсия из яичного желтка и сливочного масла.

В начале XX века Эскофье отнёс к базовым соусам также томатный соус (перетёртые варёные томаты) и майонез (холодный соус из желтка, растительного масла и горчицы).

## Разновидности соусов

### Производные соусы
Производные соусы изготовляют из базовых соусов путём добавления к ним различных компонентов. Некоторые из производных соусов:

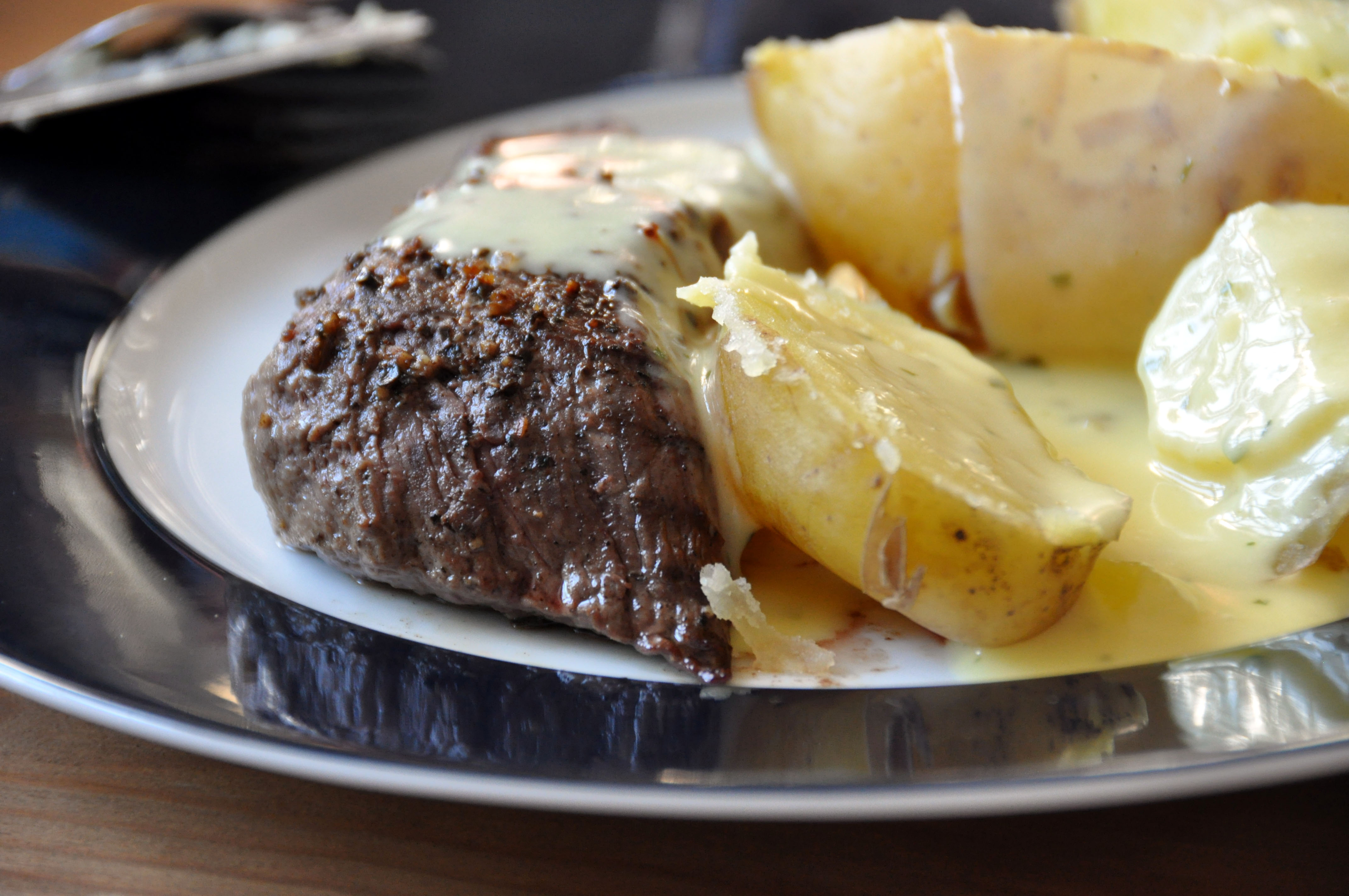
Стейк с беарнским соусом

Хотя голландский соус традиционно подают к овощам (в первую очередь, к спарже) и яйцам Бенедикт, производные от него соусы чаще подают к стейкам и рыбе:
- беарнский соус
- шорон
- дижонский соус

На основе велюте чаще всего готовят соусы к рыбе, птице или телятине:
- аллеманд
- капер
- грибной соус
- пулет

Соус бешамель часто используют при приготовлении блюд из макаронных изделий (например, лазанья), суфле или в качестве соуса к овощным блюдам. Однако его производные подходят и к мясным или рыбным блюдам:
- субиз
- аврора
- морней

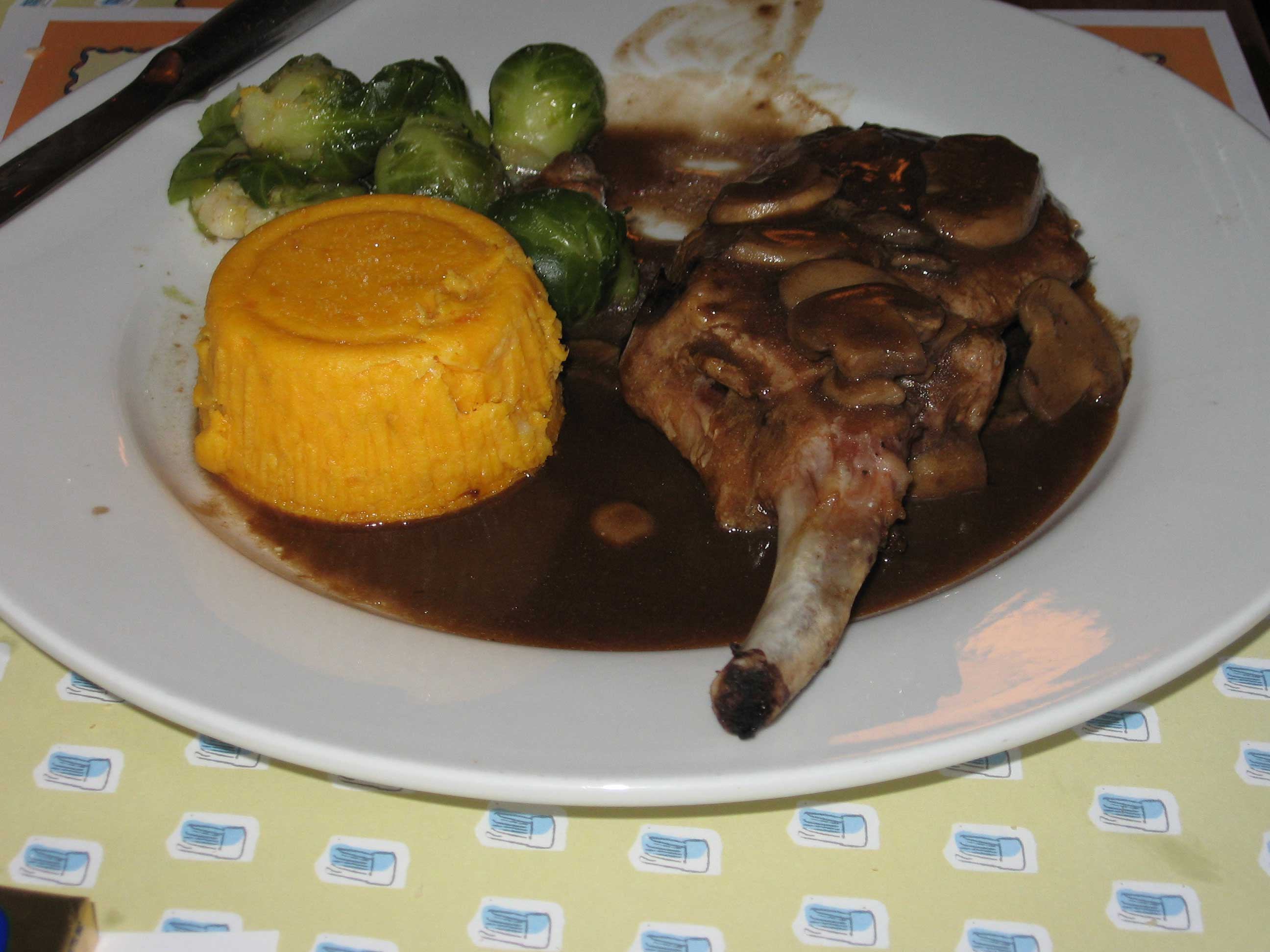
Мясо с соусом деми-гляс

Из соуса эспаньоль получаются тёмные соусы к мясу:
- демиглас
- охотничий соус
- африканский соус
- жю (также жю-лье)
- перигё
- соус робер

### Соусы на сливочном масле

#### Масляные соусы

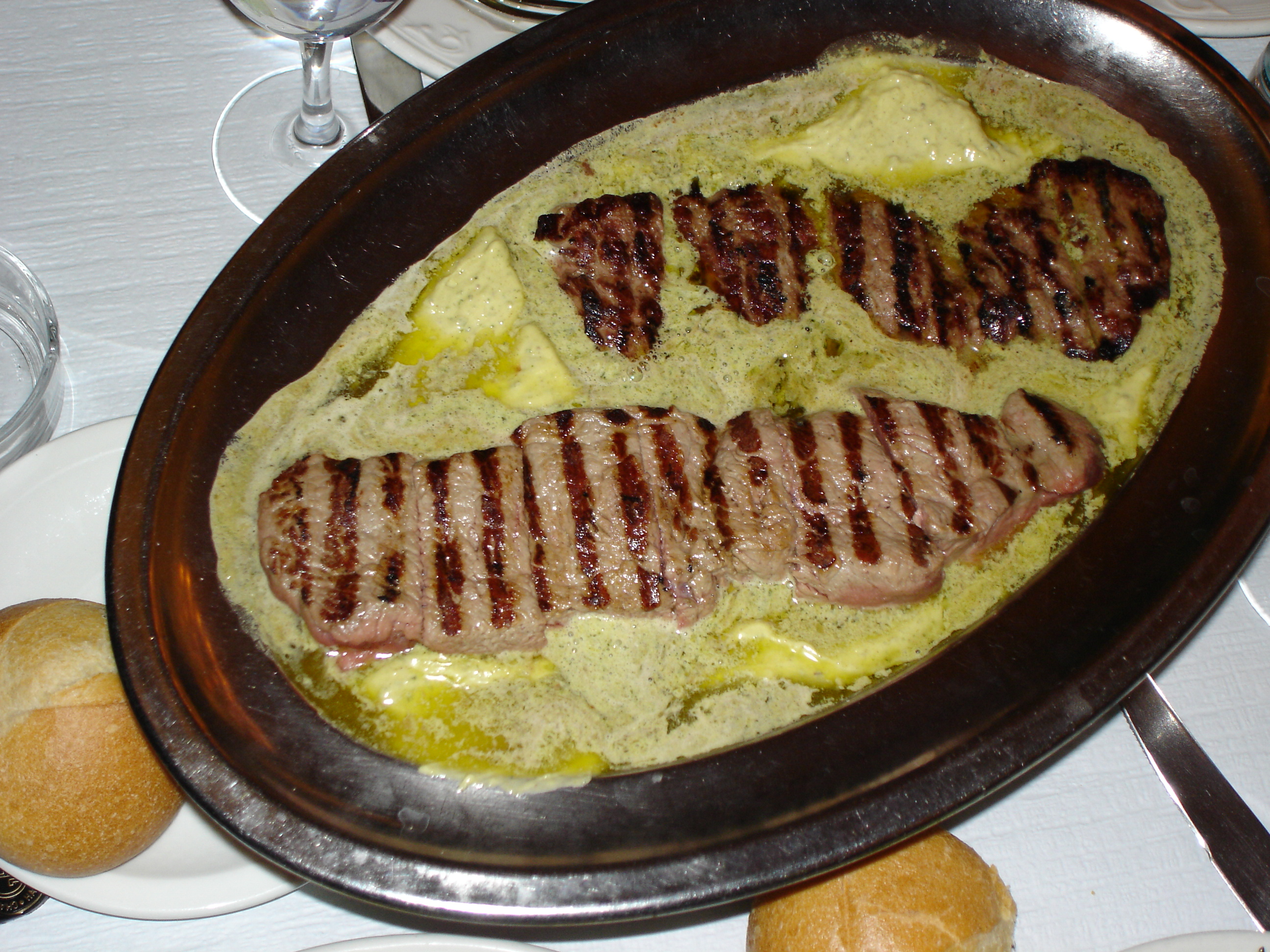
Антрекоты в соусе «Кафе де Пари»

Основным компонентом масляных соусов является растопленное сливочное масло. Эти соусы лучше всего подходят к мясным блюдам, а также к рыбе и морепродуктам.
- меньер
- белое масло
- арахисовый соус
- «Кафе де Пари»
- польский соус

Сюда же можно отнести яично-масляные соусы, производные голландского соуса.

#### Масляные смеси
Масляные смеси представляют собой размягчённое сливочное масло, перемешанное с измельчёнными дополнителями в виде зелени, сыра, горчицы и других приправ, которое затем формируют и охлаждают. Для лучшего вкуса в смеси иногда добавляют лимонный сок. Размягчённые масляные смеси формируют с помощью кондитерского мешка или же сперва охлаждают, а затем вырезают из масла небольшие фигурки или штампуют при помощи выемок. Масляные фигурки используют в качестве приправы к горячим блюдам и для оформления холодных блюд.

### Соусы на растительном масле

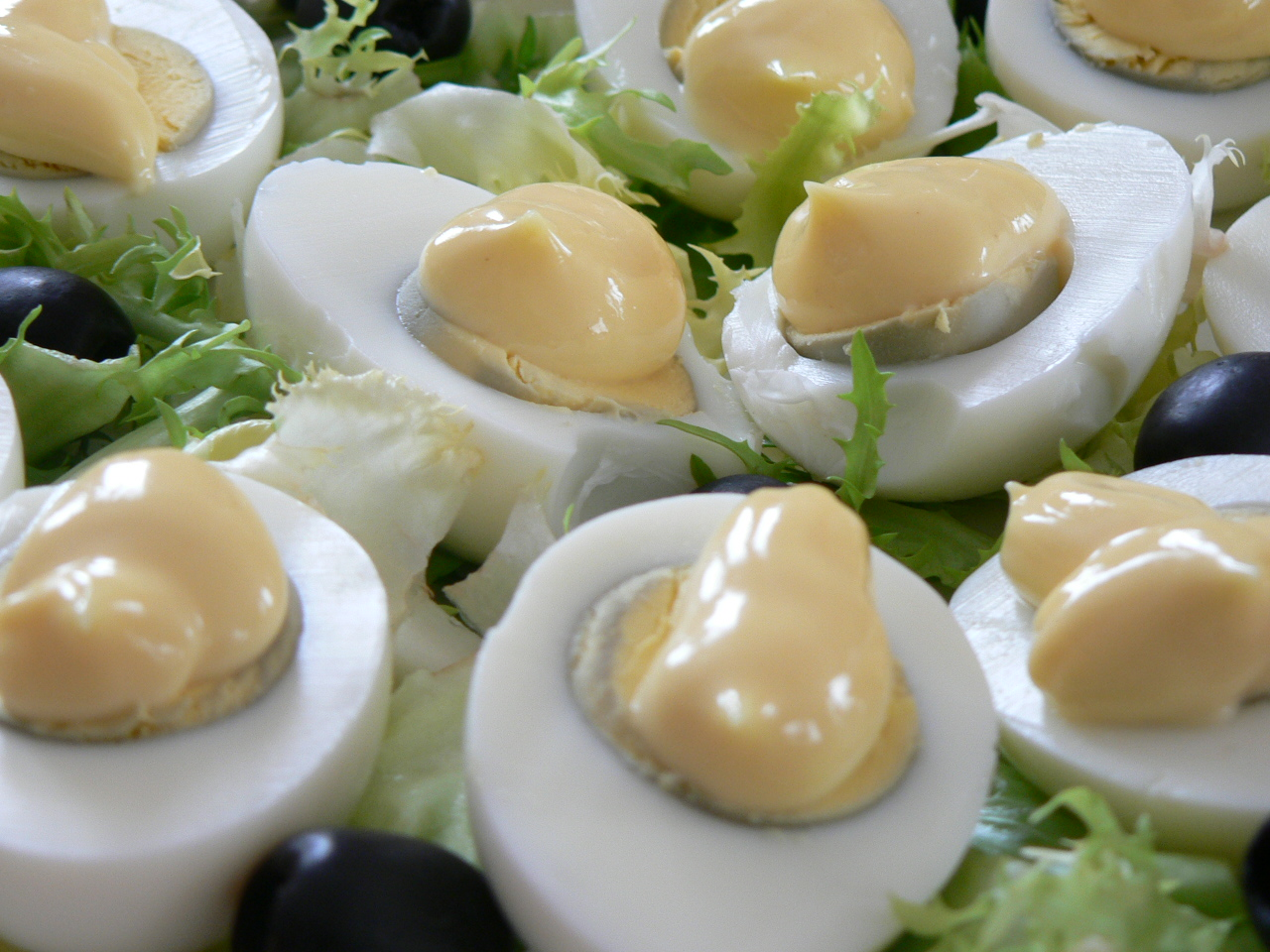
Яйца под майонезом

#### Эмульсионные соусы
Соусы эмульсионного типа представляют собой яично-масляную эмульсию. Чтобы желток не отслоился от масла, следует соблюдать температурный режим — не нагревать соусы выше 60 °C. Холодные эмульсионные соусы лучше всего подходят к салатам (майонез к оливье или сельди под шубой), сэндвичам, мясным блюдам или в качестве соуса-дипа.
- майонез
- айоли
- ремулад
- тартар
- грибиш

### Салатные заправки
Салатные заправки (дрессинги) предназначены для придания салатам дополнительных вкусовых качеств и соединения ингредиентов салата между собой. Основой салатных заправок обычно служат растительное масло или кисло-молочные продукты (сметана, сливки, натуральный йогурт). В них могут добавлять такие продукты, как лимонный сок, уксус, горчица, зелень и прочие приправы.
- винегретная заправка
- тысяча островов
- итальянский дрессинг
- русский соус

### Соусы из измельчённых ингредиентов

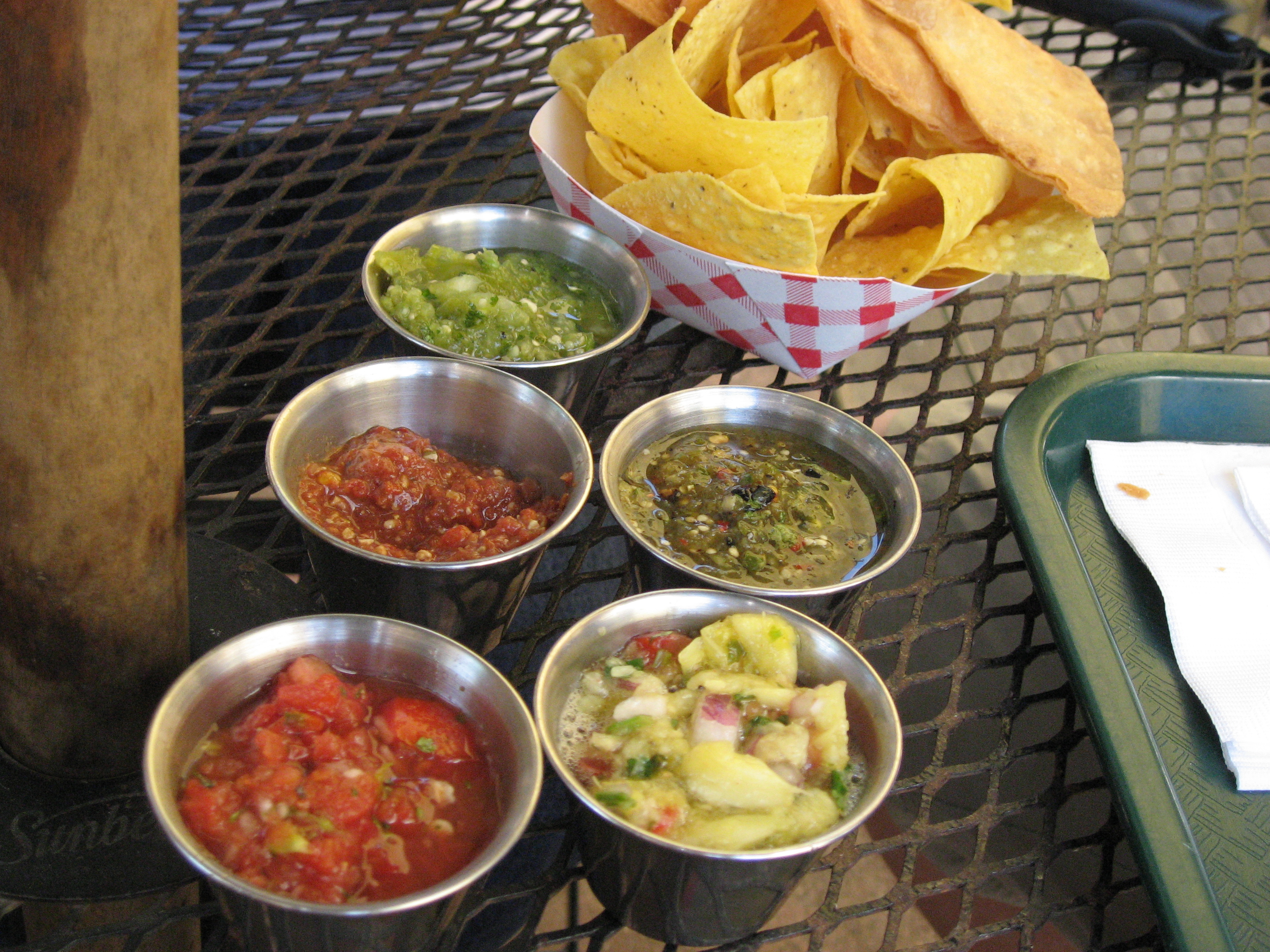
Несколько разновидностей сальсы, поданные к чипсам начос

Такие соусы могут состоять как из измельчённых овощей, фруктов и зелени, так и из мясного фарша или грибов. Применение у подобных соусов самое разнообразное: их добавляют к пасте, мясным блюдам, сэндвичам.
- сальса
- песто
- болоньезе
- зелёный соус
- муждей
- ткемали
- сацебели
- чатни
- релиш
- хлебный соус

### Острые соусы
Важнейшим компонентом острых соусов является перец чили или другие продукты, обладающие острым вкусом (например, хрен). Острые соусы иногда используют в качестве маринадов.

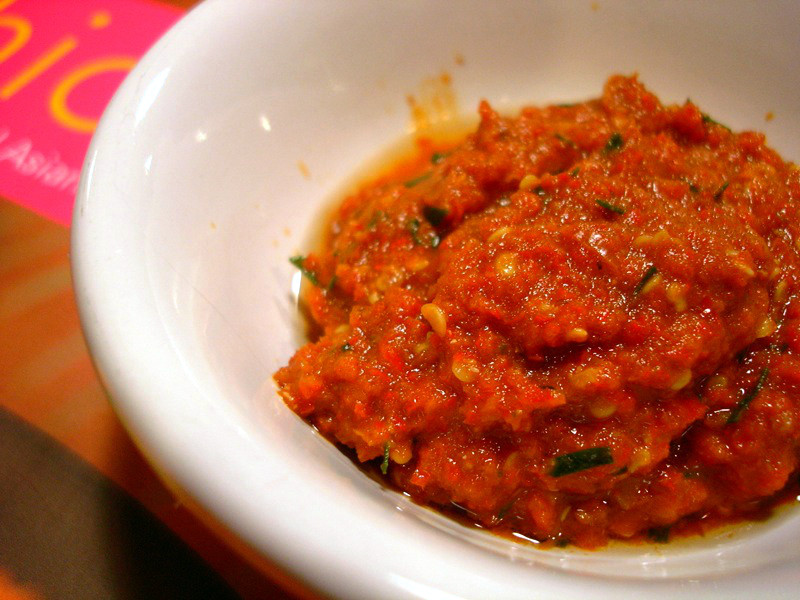
Соус самбал

- табаско
- барбекю-соус
- чили-соус
- самбал
- харисса
- аджика
- хрен

### Азиатские соусы
- кочхуджан
- рыбный соус
- соевый соус
- твенджан
- тэрияки
- хойсин

### Сладкие соусы

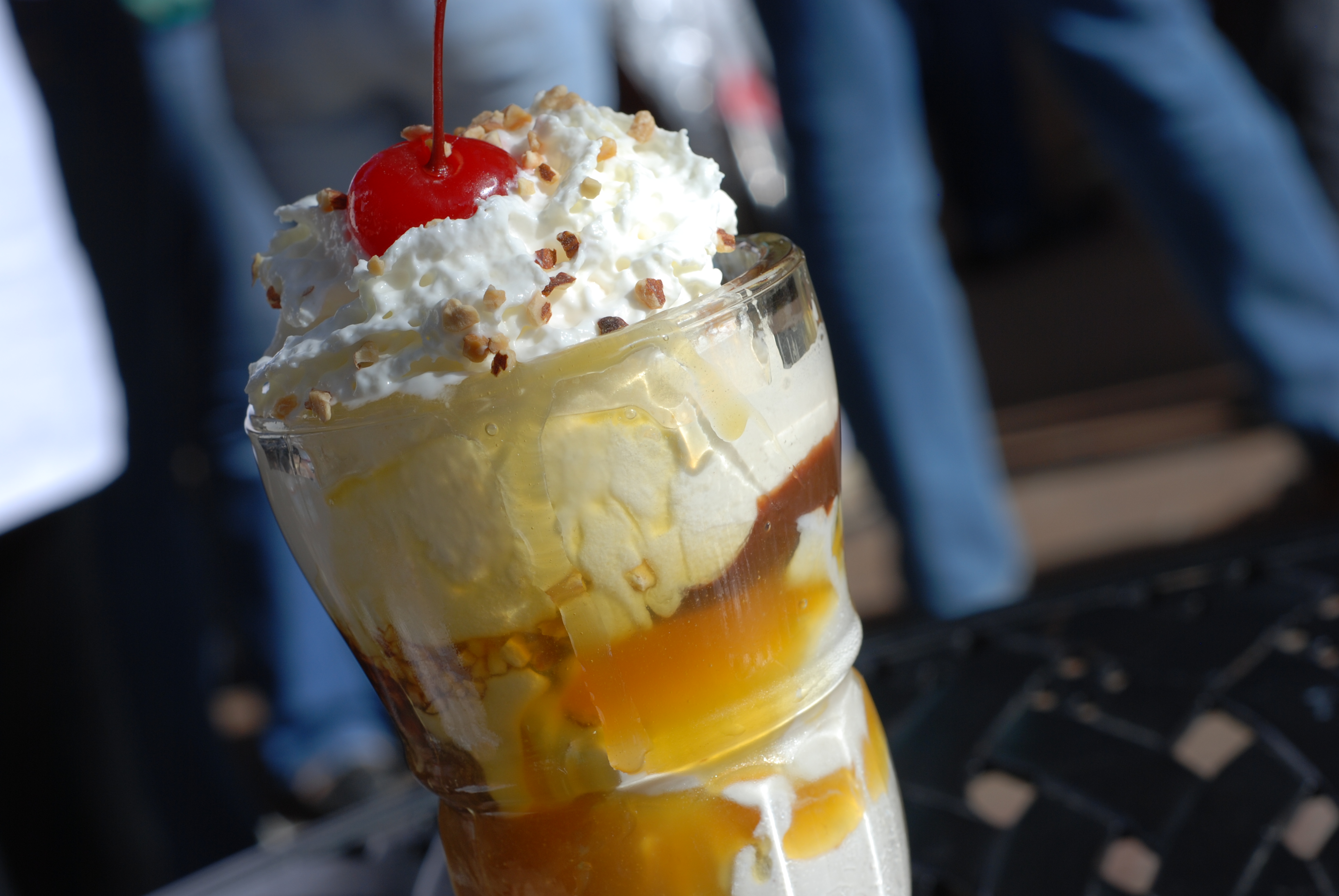
Мороженое с карамельным соусом

Сладкие соусы служат для украшения десертов и придания им других вкусов. Некоторые фруктовые соусы употребляют с блюдами из мяса или птицы.

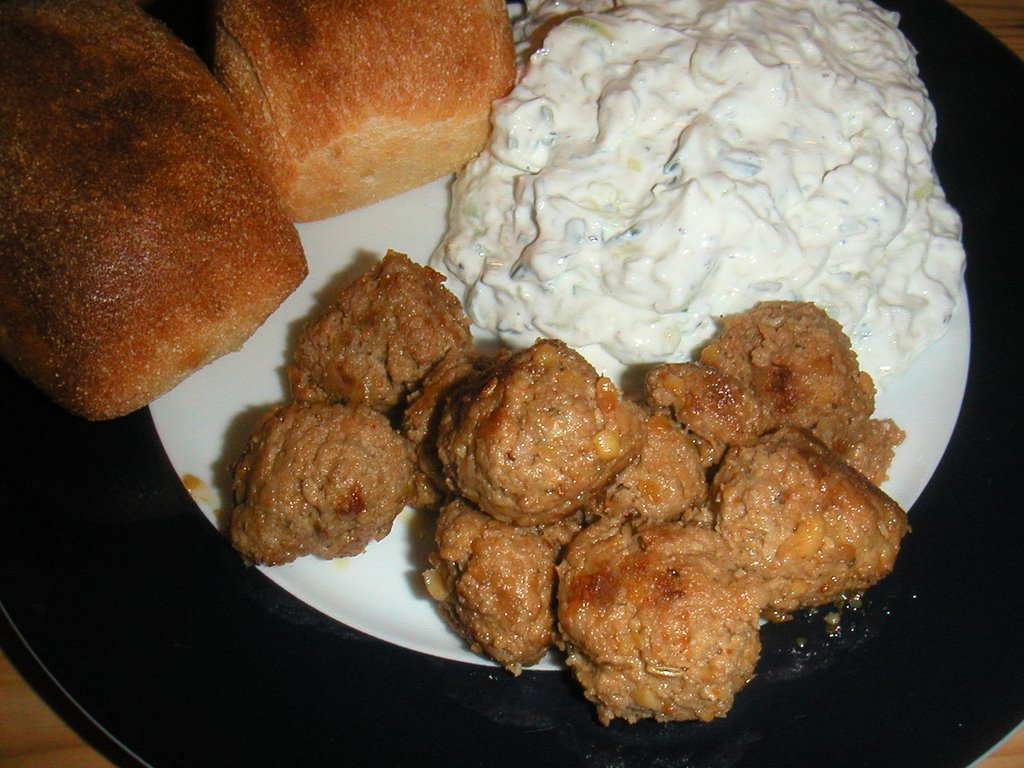
Тефтели с соусом цацики

- шоколадный соус
- карамельный соус
- ванильный соус
- английский крем
- фруктовые сиропы и варенье
  - яблочное пюре
  - апфелькрен
  - клюквенный соус
  - сливовый соус

### Другие соусы
- гарум
- камберленд
- мостарда
- вустерский соус
- мятный соус
- цацики
- чесночный соус
- чимичурри
- сырный соус